# Michail Wadimowitsch Seslawinski

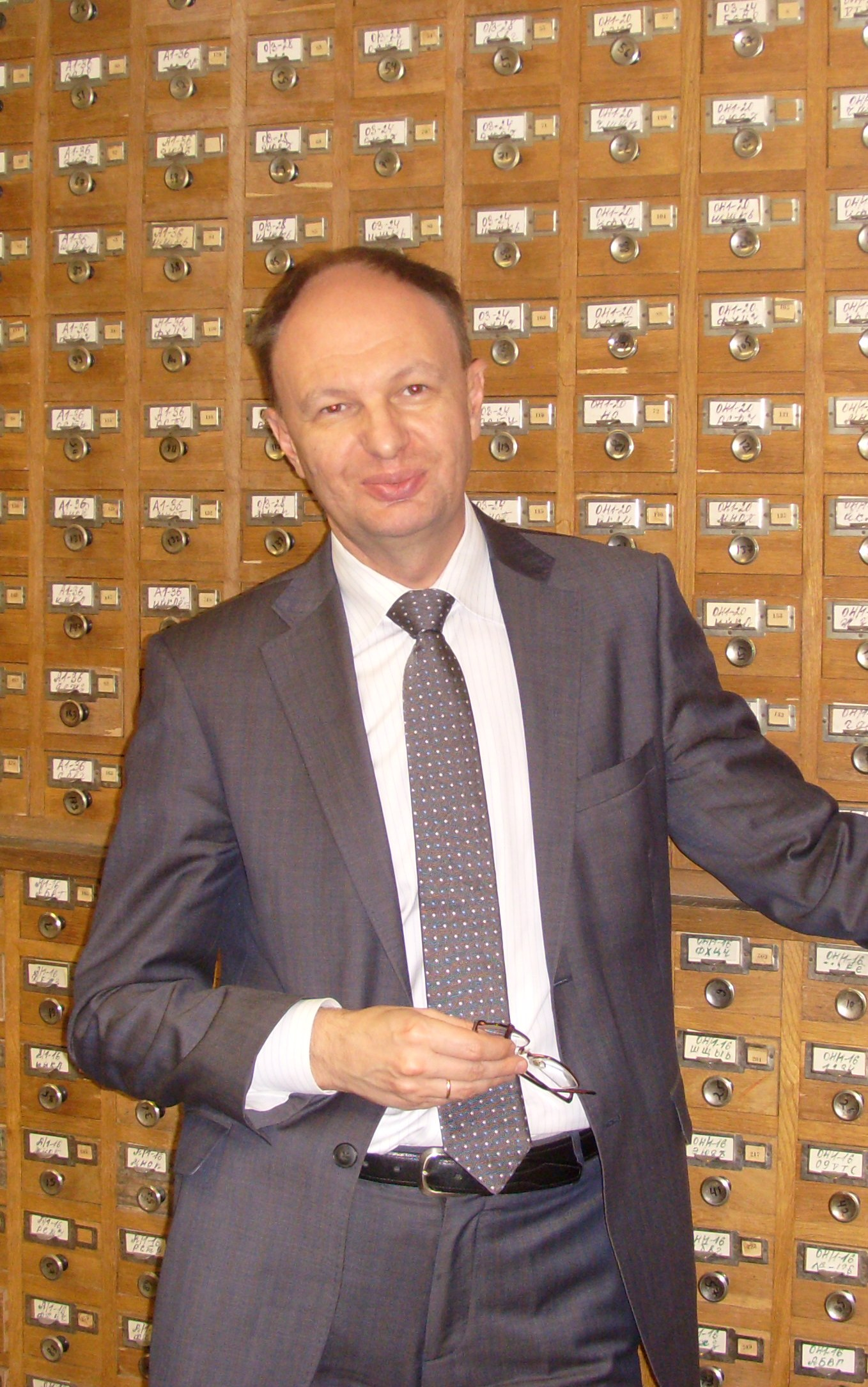
Michail Seslawinski

Michail Wadimowitsch Seslawinski (russisch Михаил Вадимович Сеславинский; * 28. Februar 1964 in Dserschinsk) ist ein russischer Bibliophiler und ehemaliger Politiker.

## Leben
Seslawinski absolvierte die Staatliche Lobatschewski-Universität Nischni Nowgorod. Von 1986 bis 1989 war er Dozent am Lehrstuhl für Gesellschaftswissenschaften der Dserschinsker Filiale der Polytechnischen Universität Gorki. 1990 wurde er Volksabgeordneter der Russischen Sozialistischen Föderativen Sowjetrepublik (RSFSR) vom territorialen Bezirk Dserschinsk Nr. 364 sowie Abgeordneter des Gebietsrats der Volksabgeordneten von Gorki. Von 1990 bis 1993 war Seslawinski der Vizevorsitzende der Kommission für Kultur im Obersten Rat der RSFSR.  Von 1993 bis 1998 war er Abgeordneter der russischen Staatsduma (Parlamentsunterhaus). In der ersten Duma war er Vorsitzender des Kultur-Unterausschusses im Ausschuss für Bildungswesen, Kultur und Wissenschaft, in der zweiten Duma war er Vizevorsitzender des Kulturausschusses. 
1998 und 1999 leitete er den Föderalen Fernseh- und Rundfunkdienst, bevor er dann bis 2004 Staatssekretär und Erster Vizeminister für Presse, Fernsehen, Rundfunk und Massenkommunikation wurde. Seit 2004 ist er Leiter der Föderalen Agentur für Presse und Massenkommunikationen. 2001 wurde Seslawinski zum Wirklicher Staatsrat 1. Klasse der Russischen Föderation befördert. Michail Seslawinski gehörte die Initiative zur Erarbeitung und Unterzeichnung des moralischen Kodexes, und zwar der Charta der Fernseh- und Rundfunkmitarbeiter. Sie wurde am 28. April 1999 von den Leitern der führenden Fernseh- und Rundfunkanstalten Russlands unterzeichnet.
Von 2001 bis 2003 war Seslawinski Mitglied des Aufsichtsrats der Offenen AG „Obschtschestwennoje Rossijskoje Telewidenije“ („Öffentliches Russisches Fernsehen“), der Offenen AG „Perwy Kanal“ („Erster Kanal“). Darüber hinaus war er in verschiedenen Jahren Aufsichtsratschef des Verlags „Prosweschtschenije“ („Aufklärung“), der Offenen AG „Verwaltungsdirektion für Pressewesen“, der Offenen AG „Polygrafisches Kombinat für Kinderliteratur ‚50 Jahre der UdSSR‘“, der Offenen AG „Generaldirektion für internationale Bücherausstellungen und -messen“.
Seslawinski ist verheiratet und hat zwei Töchter (geb. 1994 und 2003). Seine ältere Tochter Natalja Seslawinskaja hat ihr Leben ebenfalls dem Büchergeschäft gewidmet.

## Bibliophilie
Seslawinski ist auch als Bibliophiler, Sammler von Autogrammen und seltenen Büchern aus dem 19. und 20. Jahrhundert und Mäzen bekannt, der Bücher und Manuskripte an Staatssammlungen übergibt (Staatliches Literatur-Museum, Bibliothek der Russischen Akademie der Wissenschaften, die Allrussische Staatliche Rudomino-Bibliothek für ausländische Literatur, Zentrales Staatliches Museum der Modernen Geschichte Russlands, Staatliches Museum „Alexander Puschkin“, Marinebibliothek „Admiral Michail Lasarew“, Staatliches Museum bzw. Naturschutzpark „Dmitri Mendelejew und Alexander Blok“, Haus des russischen Auslands „Alexander Solschenizyn“). Seit Februar 2011 ist er Ratsvorsitzender des Nationalen Bibliophilenverbandes. Er ist auch Autor von vielen filmwissenschaftlichen Arbeiten. Bibliografie seiner Werke – Michail Seslawinski – Bibliophile und Buchwissenschaftler: Literaturnachweis / Verf. L.I. Fursenko; Aut. des Editorials A.J. Samarin, Verlag „Paschkow Dom“, 2014.
Seslawinski ist darüber hinaus Autor des Sammelbandes der Kindererzählungen Chastnoe pionerskoe, nach dem ein gleichnamiger Film gedreht wurde, und des Artikelbandes Homo scripitors [= der schreibende Mensch], der Bücher Duft des Bucheinbands (ein Bibliophilen-Album), Polaris (Geschichte über das Abenteuer einer Rohrkatze in Finnland), Rendesvouz (russische Maler in der französischen Bücheredition in der ersten Hälfte des 20. Jh.), des Albums Bücher für Feinschmecker (als Co-Autor mit der Professorin der Moskauer Staatlichen Universität für Presse Olga Tarakanowa), des Albums Girlande aus Büchern und Bildern (Kinderlektüre im vorrevolutionären Russland), Monografien Französische bibliophile Editionen in Darstellung der russischen Maler-Emigranten (1920/1940), Verfasser des Bandes Tamisdat: 100 ausgewählte Bücher, Autor des Albums „Autogrammkunst“, des Bücher „Mein Freund Ossip Mandelschtam“, “Russische Buchraritäten des 20. Jahrhunderts: 333 ausgewählte Bücher”, „Bibliophilen-Kranz für Marina Zwetajewa“, „Kantate für die ‚Kantate‘“.
Trat zum 175. Geburtstag von Anatole France als Urheber der Idee zur Herausgabe, Verfasser und Autor des Nachwortes zum Buch („Russische Bratküche von Anatole France“) auf, in dem darüber hinaus unbekannte Zeichnungen von T.A. Mawrina und A.F. Sofronowa veröffentlicht wurden: A. France, „Die Bratküche zur Königin Pedauque. Aufruhr der Engel“. – St. Petersburg, Vita Nova, 2019.
Seslawinski leitet den Redaktionsrat der Zeitschrift „Pro Knigi“ („Über Bücher“), ist Mitglied des Betreuerrats der Staatlichen Gemäldegalerie „Pawel Tretjakow“, des Russischen staatlichen Literatur- und Kunst-Archivs, der „Orthodoxen Enzyklopädie“; Vorsitzender des Betreuerrats der Moskauer Staatlichen Universität für Druckwesen „Iwan Fjodorow“. Seit 26. August 2013 ist er Mitglied des Rats für die Verleihung der Regierungspreise im Bereich Massenmedien, Mitglied der Staatlichen Kommission für Funkfrequenzen (seit 2004), der Regierungskommission für Entwicklung des Fernsehens und Rundfunks, der Kommission für Angelegenheiten religiöser Vereinigungen bei der Regierung Russlands.
Seslawinski  war Mitglied des Komitees für die Organisation der Feierlichkeiten zum 125. Geburtstag des Schriftstellers Kornej Tschukowski und zum 100. Geburtstag von dessen Tochter, der Schriftstellerin Lidia Tschukowskaja, im Jahr 2007.
Vizevorsitzender des Organisationskomitees für das Jahr der Literatur in Russland 2015.
Vorsitzender des Organisationskomitees für die Vorbereitung der Veranstaltungen zum 100. Geburtstag des Schriftstellers Konstantin Simonow im Jahr 2015.
Vorsitzender des Organisationskomitees für Vorbereitung der Veranstaltungen zum 125. Geburtstag des Dichters Ossip Mandelschtam. Vorsitzender der Organisationskomitees für Vorbereitung der 125-Jahre-Jubiläen von Konstantin Paustowski und Marina Zwetajewa 2017.  Vizevorsitzender des Organisationskomitees für Vorbereitung der Veranstaltungen zum 150. Geburtstag von Maxim Gorki im Jahr 2018. Vizevorsitzender des Organisationskomitees für Vorbereitung der Veranstaltungen zum 100. Geburtstag von Alexander Solschenizyn 2018.
Vorsitzender des Organisationskomitees für Vorbereitung der Veranstaltungen zum 200-Jahre-Geburtstag von Nikolai Nekrassows 2021.
Seslawinski ist Doktor der Geschichtswissenschaften.
Seslawinski ist korrespondierendes Mitglied der Russischen Akademie der Künste (Abteilung für Kunstforschung und -kritik).

## Auszeichnungen
Michail Seslawinski ist Träger verschiedener Auszeichnungen der Russischen Föderation und seit 12. September 2013 Mitglied der Ehrenlegion für seinen persönlichen Beitrag zur Entwicklung der kulturellen Beziehungen zwischen Frankreich und Russland.